# Calopogônio
Calopogônio (Callopogonium mucunoides Desv.), é uma planta nativa da Índia e dos países da América Latina. É uma leguminosa trepadeira, rastejante, suas flores são de cor azulada e após a floração produz vagens com tamanhos que variam de 2 a 4 cm de comprimento coberta por pelos. No Brasil é utilizada como forrageira na região central, sendo muito consorciada com o capim braquiária. É também utilizada como adubo verde para culturas que exigem grande quantidade de nitrogênio no solo, e quando plantada entre em pomares de laranjeiras e outras frutíferas é eficiente no controle de invasoras.